# Michaela Soleiman pour Hashemi
Michaela Soleiman pour Hashemi (dříve Horáková, rozená Kopecká; * 29. března 1958 Brno) je literární historička, vysokoškolská pedagožka, editorka a slavistka. Je dcerou literárního vědce Milana Kopeckého.

## Život
Po maturitě na Gymnáziu v Brně na Křenové ulici studovala v letech 1977–1982 na Filozofické fakultě Masarykovy univerzity (FF MU) v Brně češtinu a ruštinu (inspirativní učitelé Milan Suchomel a Ivo Pospíšil). Během studia pracovala jako pomocná vědecká síla v Ústavu české literatury Československé akademii věd (ČSAV) v Brně. V roce 1982 získala titul PhDr., v roce 1993 CSc. prací Karel Račín jako homiletik. Habilitovala se v roce 1998 prací Svatonepomucenská kázání v českém, rakouském a německém prostředí, profesorkou byla jmenována v roce 2008.
Po ukončení studia na FF MU učila v letech 1982–1987 na Gymnáziu Brno, Křenová, od roku 1987 působí na FF MU. Externě učila v letech 1986–1990 na Pedagogické fakultě MU v Brně a v letech 1992–1996 na Slezské univerzitě v Opavě.
Zúčastnila se několika pobytů na univerzitách v Sofii, v Oxfordu, ve Vídni, v knihovně ve Wolfenbüttelu. V letech 2004–2006 byla na pracovním akademickém pobytu na soulské univerzitě v Jižní Koreji. Od roku 2019 je předsedkyní národních poboček Literárněvědné společnosti.
Je členkou Vědecké rady Muzea Jana Amose Komenského v Uherském Brodě a členkou redakční rady časopisu Studia Comeniana et historica. V Plovdivu působí jako členka mezinárodní redakční rady Prací Filologické fakulty Plovdivské univerzity. Externě spolupracuje s Katedrou marketingu a cestovního ruchu AMBIS vysoké školy.

## Dílo
Věnuje se teorii i dějinám české literatury, přednáší starší literaturu, edituje barokní texty. Je autorkou prací z oboru staré české literatury, především literatury barokní, napsala několik prací o barokní homiletice. V knize o Karlu Račínovi se pokusila o nalezení typologické paralely k Máchovu Máji. Pozornost věnuje nejen literatuře bulharské, polské a ruské, ale i tematickým vazbám k perskému areálu. Cenné jsou její práce z literární komparatistiky. Pokusila se i o překlad několika textů Petra z Chelčic. Její bibliografie obsahuje přibližně 150 položek.
Jako editorka připravila k vydání několik knih, například knihu Zdeňka Kalisty Česká barokní pouť. K religiozitě českého lidu v době barokní, knihu Milana Kopeckého Nic stálého přítomného, vydala také Soupis prací Milana Kopeckého.
Součástí vědeckovýzkumné činnosti na FF MU je nejen barokní literatura, ale také didaktika češtiny. Uveřejnila několik článků, ve kterých srovnala kvality učebnic literatur, poukázala na chyby ve výkladu látky a všimla si i efektivních metod při výuce češtiny, K problematice literárních učebnic pro střední školy (se zaměřením na 1. ročník středních škol), K nejčastějším chybám v literárních učebnicích.
Je autorkou několika učebnic literatury, v opakovaném vydání Literatura I. Výklad. Interpretace. Literární teorie, Literatura v souvislostech: nejen pro maturanty. 
Pro studenty zahraničních bohemistik napsala skripta Zlatý fond české kultury a jeho proměny, v roce 2016 rozšířené vydání společně s Liborem Martinkem.
Píše recenze, v různých periodikách vyšly její články, které věnovala významným českým osobnostem: Ad memoriam Eduard Petrů (1928–2006), Z galerie významných osobností MU – Artur Závodský.
Od roku 2002 pracuje jako vedoucí oborové komise pro českou literaturu na FF MU, připravuje k ukončení studia doktorandy a vede diplomové práce.
V posledních letech se věnuje ediční přípravě Komenského Manualníku (1658) pro akademické vydání J. A. Comenii Opera omnia. V rámci popularizace odborných výsledků připravila například rozhlasový cyklus o sedmi raněnovověkých polských autorech (2014).